# Ferejdan megye

Iszfahán tartomány megyéinek elhelyezkedése

Ferejdan megye (perzsául:شهرستان فریدن ) Irán Iszfahán tartományának egyik nyugati megyéje az ország középső részén. Északon Hánszár, keleten Nadzsafábád, délkeleten Lendzsán, délen Csadegán nyugaton Ferejdunsahr, északnyugaton Buin va Miandaszt megyék határolják. Székhelye a 40 000 fős Daran városa. Második legnagyobb városa a 4500 fős Damaneh. A megye lakossága 54 036 fő. A megye egy további kerületre oszlik: Központi kerület.

## Fordítás
- Ez a szócikk részben vagy egészben  a   Fereydan County című angol Wikipédia-szócikk ezen változatának fordításán alapul.  Az eredeti cikk szerkesztőit annak laptörténete sorolja fel. Ez a jelzés csupán a megfogalmazás eredetét és a szerzői jogokat jelzi, nem szolgál a cikkben szereplő információk forrásmegjelöléseként.